# Kicki Håkansson
Kerstin Margareta ”Kicki” Håkansson, född 23 juli 1929 i Jakobs församling i Stockholm, död 4 november 2024 i Kalifornien, var en svensk fotomodell och modetecknare. Som skönhetsdrottning vann hon den allra första Miss World-tävlingen 1951, som anordnades i London.

## Biografi
Kicki Håkansson var dotter till biträdande överkonstapeln Gösta Håkansson (1898–1954) och Emma Karolina, född Nilsson (1900–1958). Kicki Håkansson gifte sig 1952 med den norske civilingenjören Ole Hartner (1917–2005) och flyttade till Norge. Efter några år skilde hon sig och gifte sig 1962 med den amerikanske skulptören Dallas J. Anderson (1931–2009) och bosatte sig först i Danmark och sedan 1967 i Seattle, Washington i USA. De förblev gifta till Dallas Andersons död 47 år senare. Tillsammans fick de sönerna Orell C. Anderson, Lief E. Anderson och dottern Linda K. Anderson.
Våren 1987 var Kicki Håkansson huvudperson i ett avsnitt av Här är ditt liv.